# Басівкутське городище

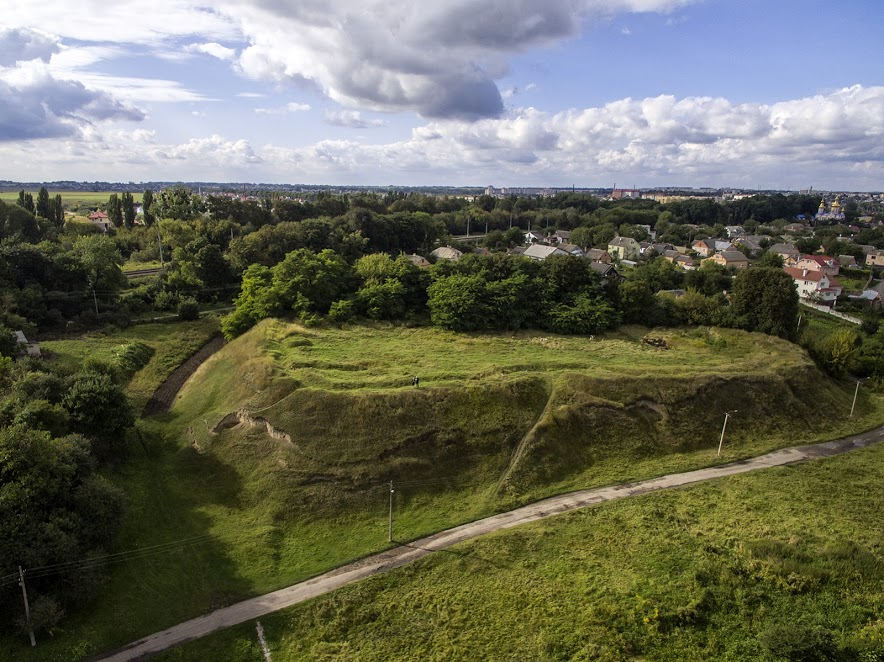
Басівкутське городище (аерозйомка)

Басівкутське городище — давнє укріплення розташоване на території колишнього села Басів Кут на південній окраїні міста Рівне, на західному березі Басівкутського водосховища (лівий берег річки Устя). Датоване XI – першою половиною XII століття.

У підніжжя городища створюється парк історичної реконструкції "Городище Оствиця".
Городище збудовано на мисі заввишки 7-9 м, з трьох сторін він у давнину був оточений заболоченими низинами та заплавою річки, а з напільного (південного) боку майданчик відрізаний від височини дугоподібним у плані ровом завширшки до 15 м, який у давнину був заглиблений до рівня заплави, але на сьогодні частково заораний.
Розміри укріпленого майданчика 105×30-45 м (площа 0,4 га), по його периметру зберігся вал заввишки від 1,5 до 2,5 м (з південної сторони). Вздовж південної і східної сторін вал пошкоджений окопами. Майданчик має природне пониження до північного краю, де збереглася округла западина діаметром 10 м і завглибшки 1 м. Імовірно, це сліди давнього колодязя.

## Археологічні розкопки

### 1997-2001
Розкопками в 1997-2001 рр. досліджено близько 600 кв. м площі укріпленого майданчика Басівкутського городища.
На північно-східному краю майданчика городища, пошкодженого ззовні обвалом, виявлено сліди внутрішніх дерев’яних конструкцій валу.
У культурному шарі городища простежені сліди наземних будівель. Їх дерев’яні елементи (стіни, перекриття) не збереглися, але лишилися ділянки своєрідних фундаментів – це кам’яні замощення, які були розміщені, імовірно, під кутами зрубних будівель.
Частина території городища виявилася зайнятою могильником. Тут на площі 12×6 м досліджено дев’ять ґрунтових поховань. Це могили дорослих (4) і дітей (5). Поховання дорослих виявлені на глибині 0,7-0,9 м, а дитячі – 0,4-0,6 м. Більшість поховань були орієнтовані головою на південний захід і тільки два найпізніші – на захід. Навколо деяких кістяків виявлено сліди дерев’яних домовин. Лише в одному випадку під час дослідження могильника трапився поховальний інвентар. На руках дівчинки 6-8 років збереглися бронзові браслети, один був виготовлений із дроту, другий – пластинчастий, прикрашений карбованим орнаментом. Два подібні пластинчасті браслети виявлені в культурному шарі на городищі. Стратиграфічні спостереження та речові знахідки свідчать, що могильник сформувався в той час, коли функціонувала Басівкутська фортеця. Імовірно, він був поряд із церквою.
Взаємне розміщення замощених ділянок на дослідженій площі городища дає змогу встановити приблизні розміри будівель: вони мали стіни завдовжки 5-7,5 м і були орієнтовані кутами за сторонами світу.
Серед знахідок є гончарний посуд (у тому числі стінки північно-причорноморських амфор), залізні знаряддя праці (ножі, долото, шило, різець для виготовлення дерев’яних ложок), сільськогосподарські знаряддя (фрагменти залізних серпів і коси), побутові вироби (обручі і дужки від дерев’яних відер, скоби, цвяхи, деталі замків та ключі), зброя (наконечники стріл) та предмети спорядження верхового коня, із прикрас трапилися бронзові пластинчасті широкосерединні браслети зі спірально загнутими кінцями. Археологічні джерела дозволяють датувати городище XI – серединою XII століття.
Серед речових знахідок є знаряддя праці, побутові вироби, зброя та предмети спорядження верхового коня, прикраси. У культурному шарі часто траплялися залізні шлаки, а отже, на городищі працював майстер- коваль. Виявлено 19 залізних черешкових ножів, долото, шило, різець для виготовлення дерев’яних ложок. Сільськогосподарські знаряддя представлені фрагментами залізних серпів і коси, уламками каменів від жорен.
У колекції є прясельця із рожевого овруцького шиферу, кістяні проколки та двобічний гребінець, деталі дерев’яних відер (залізні обручі, дужки), дверні скоби, гак, цвяхи, деталі замків та ключі, кресала. Цікавою знахідкою є уламок орнаментованого кістяного псалія від кінської упряжі.
Предмети озброєння представлені наконечниками стріл різних типів
Із прикрас трапилися три бронзові пластинчасті широкосерединні браслети із загнутими в спіраль кінцями, один знайдено в похованні, два – в культурному шарі (рис. 115,12). їх поверхня прикрашена карбованим геометричним орнаментом. Подібні вироби відомі на багатьох давньоруських памятках XI—XIII ст., зокрема на Волині їх виявлено в Дорогобужі [Прищепа, Нікольченко, 1996, с. 80]. Слід також зазначити, що на городищі не знайдено скляних браслетів, які були досить поширеною прикрасою заможних жінок у середині XII – першій половині XIII ст. Це ще одне підтвердження, що в другій половині XII ст. Басівкутське укріплене поселення занепадає.
Отримані археологічні джерела дають змогу датувати Басівкутське городище XI – першою половиною XII ст. На укріпленому майданчику в цей час були розміщені наземні житлові й господарські будівлі, використовувалися також господарські ями, а в північній частині майданчика був колодязь. У центральній частині городища, імовірно, стояла дерев’яна церква, а ділянку поряд із нею жителі фортеці використали для християнських захоронень. Знахідки предметів озброєння та спорядження верхового коня, а також привізного посуду (уламок північно-причорноморської амфори, посуд, покритий поливою), писала вказують на перебування тут представників знаті. Водночас на укріпленому майданчику мешкали люди, які використовували різноманітні знаряддя праці, займалися залізообробною справою. Поряд із городищем відкрито велике поселення Х-ХІІІ ст., площею 3-4 га, і менше північне поселення XI століття.
Ознаки пам’ятки, виявлені за археологічними джерелами, дають змогу зробити висновок, що Басівкутське укріплене поселення було адміністративно-господарським центром для невеликої округи в середній течії річки Устя. Однак близько середини XII ст. населення покинуло укріплення, пізніше функціонувало лише відкрите поселення.

### 2020
Розкопки стартували 9-го червня 2020 року. Керівник археологічної експедиції - Олексій Войтюк - завідувач відділу давньої історії та археології у Рівненський Краєзнавчий Музей.